# Castellnou de Llinars
El Castellnou de Llinars és un castell renaixentista de la localitat de Llinars al Vallès Oriental, declarat Bé Cultural d'Interès Nacional.

## Descripció
El Castellnou de Llinars es dreça en un petit turó enjardinat que presideix el poble, en un costat de la carretera de Sant Celoni a Cardedeu, pràcticament integrat dins del nucli urbà. És un edifici de planta quadrada, d'uns 27 m de costat, organitzat entorn d'un pati central. La façana té un portal d'amples dovelles, damunt del qual hi ha un entaulament que conté l'escut dels Corbera sostingut per dos lleons rampants. Un vestíbul d'arc rebaixat mena al pati, al fons del qual hi ha amples estances amb volta de creueria rebaixada.

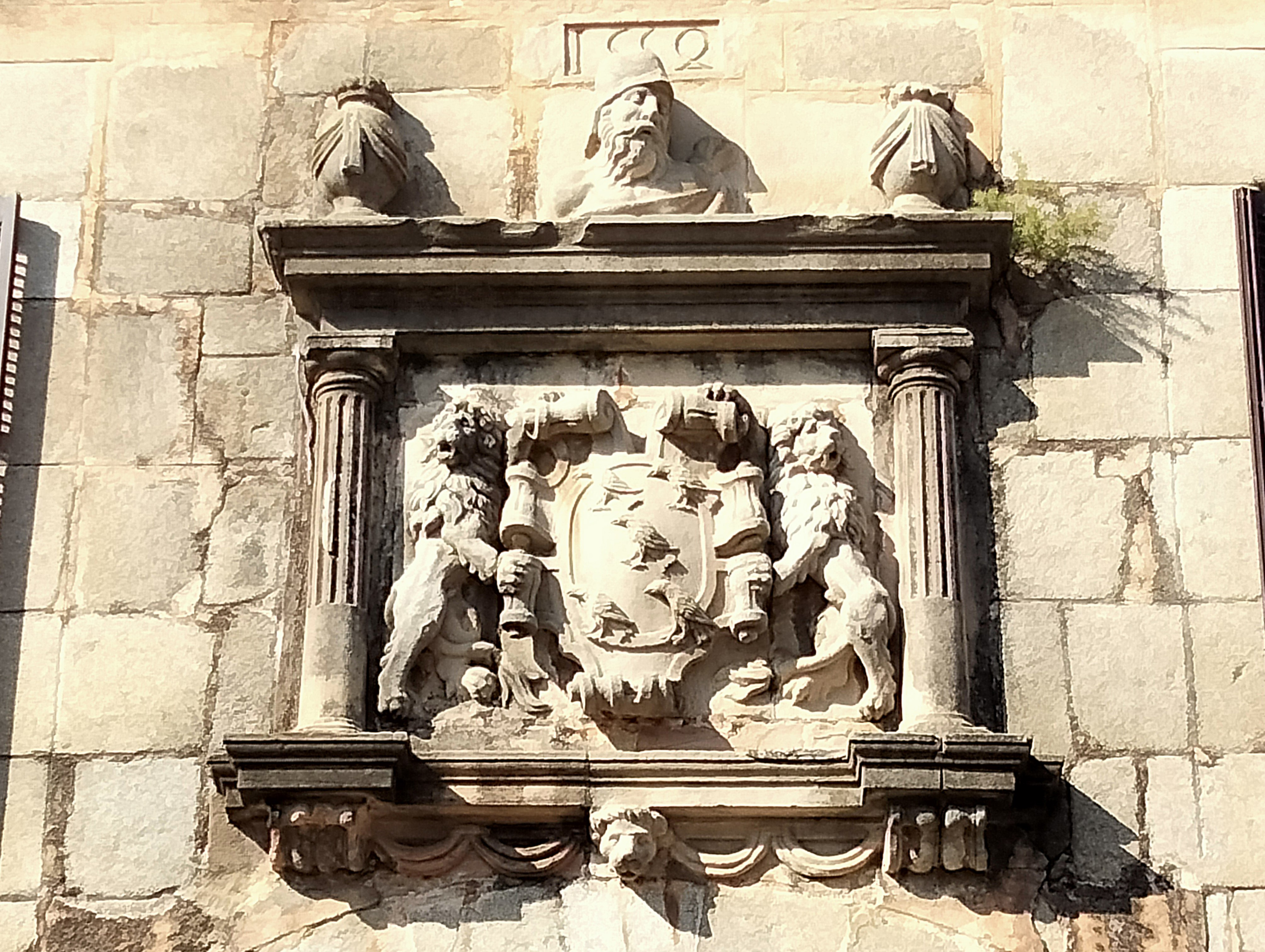
Escut dels barons de Corbera, a la façana

A la dreta del pati hi ha una arqueria amb columnes toscanes de granit. Al pis, presenta un arc central molt ample i rebaixat, flanquejat per dos arcs de mig punt, i, al segon pis, sis arcs lleument apuntats. Aquesta galeria o llotja dona accés a l'escala principal, que condueix a la sala noble de la casa, un rectangle de 14 x 7 m i de dues plantes d'alçada, amb un magnífic enteixinat de cassetons i un fris pintat de temàtica profana.
L'enteixinat, dividit en sis sectors per poderoses jàsseres,consta de 234 cassetons quadrats, i és finament decorat per motllures, dentells, arquets i cordó. És prolongat, ja a nivell dels murs, per un fris pintat al tremp de caràcter al·legòric, que consta de 32 ovals emmarcats per estípits amb basament grotesc. Els sis ovals del mur de ponent inclouen els escuts de llinatges emparentats amb els Corbera, l'escut dels quals és a sota el fris, voltat de llorer. Els 26 ovals restants representen els dotze mesos de l'any, amb el seu nom escrit en català i el seu signe zodiacal, repetint la iconografia medieval de les labors agrícoles. Set planetes amb els seus signes astrològics. I finalment, les set virtuts -les teologals i les cardinals- acompanyades de textos sagrats en llatí, que hi fan al·lusió. És obra d'un pintor anònim i provincià, que hi va infondre una gràcia manierista de caràcter netament popular.

## Història
Fou edificat per Riambau de Santcliment (o de Corbera-Santcliment), baró de Llinars, entre 1548 i 1558, dins d'una concepció netament renaixentista de palau residencial, en substitució de l'antic castell del Far, que havia estat aterrat un segle abans pel terratrèmol de 1448. En el nou palau, hom no oblidà l'aspecte defensiu, concretat en petits baluards i en unes torrelles angulars situats als angles. Aquestes obres de fortificació foren suprimides el segle passat, arran de les guerres carlines, i només en resten els baluards de la part nord.